# كال سميث
كال سميث (بالإنجليزية: Cal Smith)‏ هو موسيقي ومغني أمريكي، ولد في 7 أبريل 1932 في غانس في الولايات المتحدة، وتوفي في 10 أكتوبر 2013 في برانسون في الولايات المتحدة.

## وصلات خارجية
- كال سميث على موقع IMDb (الإنجليزية)
- كال سميث على موقع IMDb (الإنجليزية)
- كال سميث على موقع ميوزك برينز (الإنجليزية)
- كال سميث على موقع أول ميوزيك (الإنجليزية)
- كال سميث على موقع أول ميوزيك (الإنجليزية)
- كال سميث على موقع ديسكوغز (الإنجليزية)